# Highland Village
Highland Village ist eine Stadt im Denton County im US-Bundesstaat Texas in den Vereinigten Staaten. Das U.S. Census Bureau hat bei der Volkszählung 2020 eine Einwohnerzahl von 15.899 ermittelt.

## Geographie
Die Stadt liegt im Nordosten von Texas am Lake Lewisville, 33 km nordwestlich von Dallas, im Süden des Countys, ist im Norden etwa 80 km von Oklahoma entfernt und hat eine Gesamtfläche von 16,6 km², wovon 2,3 km² Wasserfläche ist.

## Demografische Daten
Nach der Volkszählung im Jahr 2000 lebten hier 12.173 Menschen in 3.874 Haushalten und 3.552 Familien. Die Bevölkerungsdichte betrug 851,5 Einwohner pro km². Ethnisch betrachtet setzte sich die Bevölkerung zusammen aus 94,21 % weißer Bevölkerung, 1,47 % Afroamerikanern, 0,40 % amerikanischen Ureinwohnern, 1,92 % Asiaten, 0,02 % Bewohnern aus dem pazifischen Inselraum und 0,80 % aus anderen ethnischen Gruppen. Etwa 1,18 % waren gemischter Abstammung und 3,46 % der Bevölkerung waren spanischer oder lateinamerikanischer Abstammung.
Von den 3.874 Haushalten hatten 53,3 % Kinder unter 18 Jahre, die im Haushalt lebten. 85,3 % davon waren verheiratete, zusammenlebende Paare. 4,5 % waren allein erziehende Mütter und 8,3 % waren keine Familien. 6,6 % aller Haushalte waren Singlehaushalte und in 1,5 % lebten Menschen, die 65 Jahre oder älter waren. Die Durchschnittshaushaltsgröße betrug 3,14 und die durchschnittliche Größe einer Familie belief sich auf 3,29 Personen.
32,9 % der Bevölkerung waren unter 18 Jahre alt, 5,1 % von 18 bis 24, 29,9 % von 25 bis 44, 28,2 % von 45 bis 64, und 4,0 % die 65 Jahre oder älter waren. Das Durchschnittsalter war 38 Jahre. Auf 100 weibliche Personen aller Altersgruppen kamen 99,9 männliche Personen. Auf 100 Frauen im Alter von 18 Jahren und darüber kamen 97,8 Männer.

Das jährliche Durchschnittseinkommen eines Haushalts betrug 102.141 USD, das Durchschnittseinkommen einer Familie 105.109 USD. Männer hatten ein Durchschnittseinkommen von 79.626 USD gegenüber den Frauen mit 41.102 USD. Das Prokopfeinkommen betrug 40.613 USD. 0,4 % der Bevölkerung und 0,1 % der Familien lebten unterhalb der Armutsgrenze. Davon waren 0,1 % Kinder und Jugendliche unter 18 Jahren und 0,0 % waren 65 oder älter.